# 烏克蘭武裝部隊軍事裝備的標記
早在2014年俄烏戰爭的頭幾個月，烏克蘭武裝部隊就開始在軍事裝備上使用不同的戰術標記，與俄羅斯佔領軍非常相似的裝備單位相區別。其最初是用烏克蘭國旗、黃色或藍色標記、銘文，或白色條紋和人字形來作標記。
而在2022年俄羅斯入侵烏克蘭的哈爾科夫反攻開始，烏軍使用了白色等邊哥薩克十字標記軍事裝備。因為哈爾科夫反攻之勝利，白色十字也被視為勝利象徵而在烏軍中流行。

## 條紋和人字形
自2014年頓巴斯戰爭爆發開始，烏克蘭裝甲車上的白色條紋和人字形標誌就為人所知，並在整個戰爭期間使用。條紋的數量可以從一到三個不等，人字形通常由兩條條紋組成。
大約在同一時間，烏克蘭軍用直升機也開始在機尾標上兩條寬條紋。

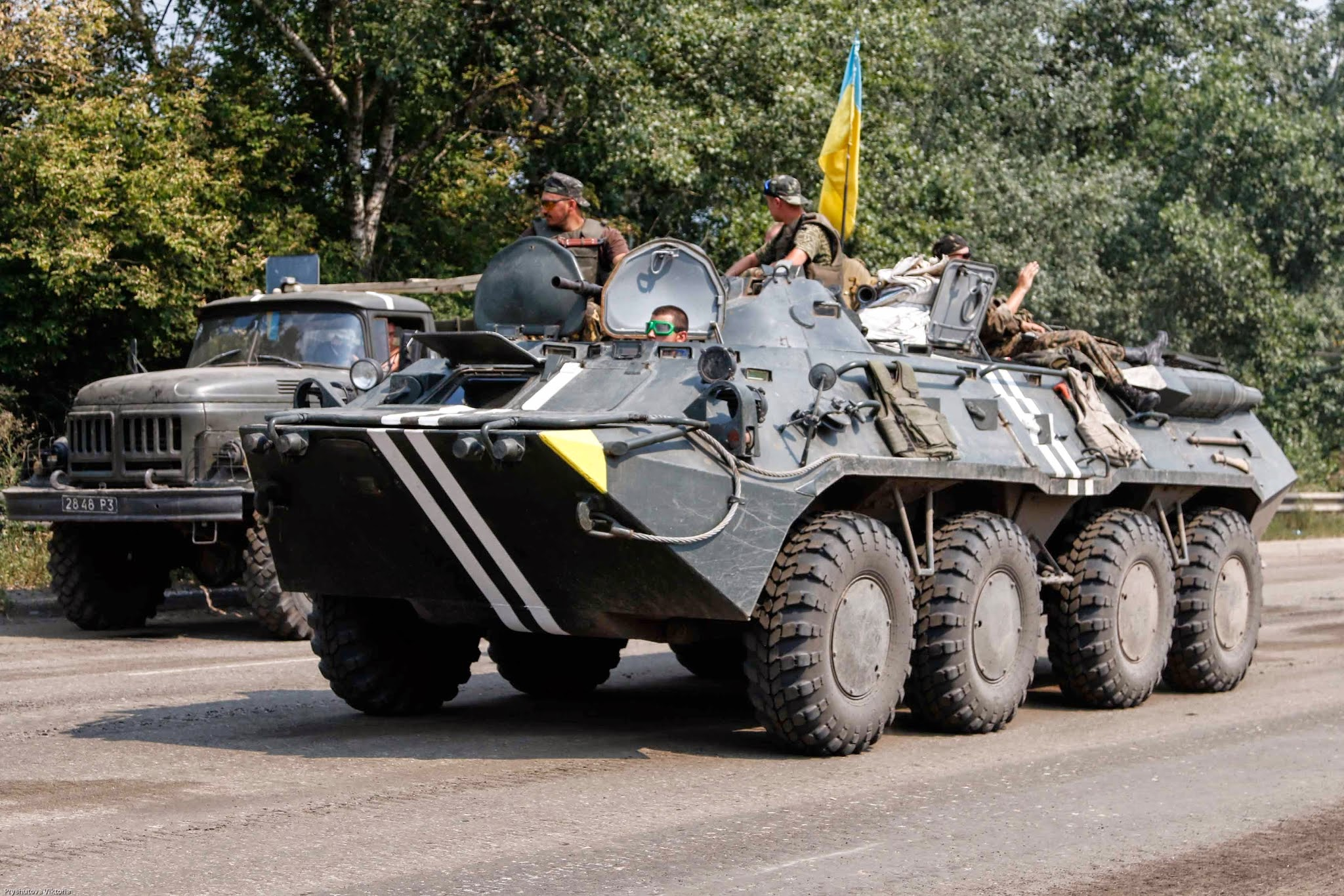
白色條紋
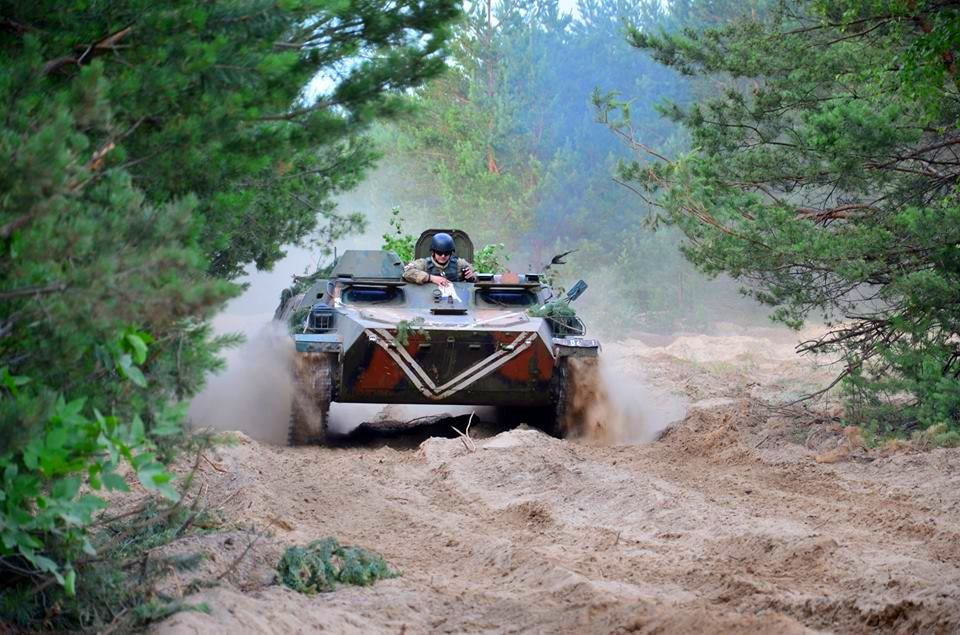
上下兩道重疊的V所組成的人字形
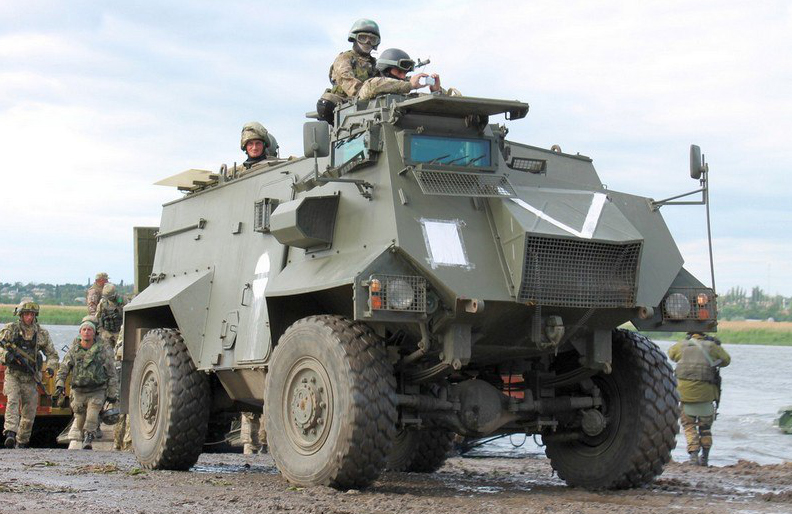
罕見的單V形，類似於俄羅斯聯邦軍隊軍事裝備的標記「V」

## 顏色和銘文
除了條紋和人字形，烏軍還使用顏色來作標記：主要是黃色、藍色，偶爾有綠色。
2014年頓巴斯戰爭期間，烏克蘭軍用直升機機身上畫了外黃內藍的同心圓標記；而在尾部有銘文「為了巴巴維拉！」（За бабу Веру!），銘文顏色可以是黃色或藍色。
2022年9月，在哈爾科夫反攻期間，作戰的烏克蘭第17獨立坦克旅之軍事裝備出現了橙色和黃色矩形標記。

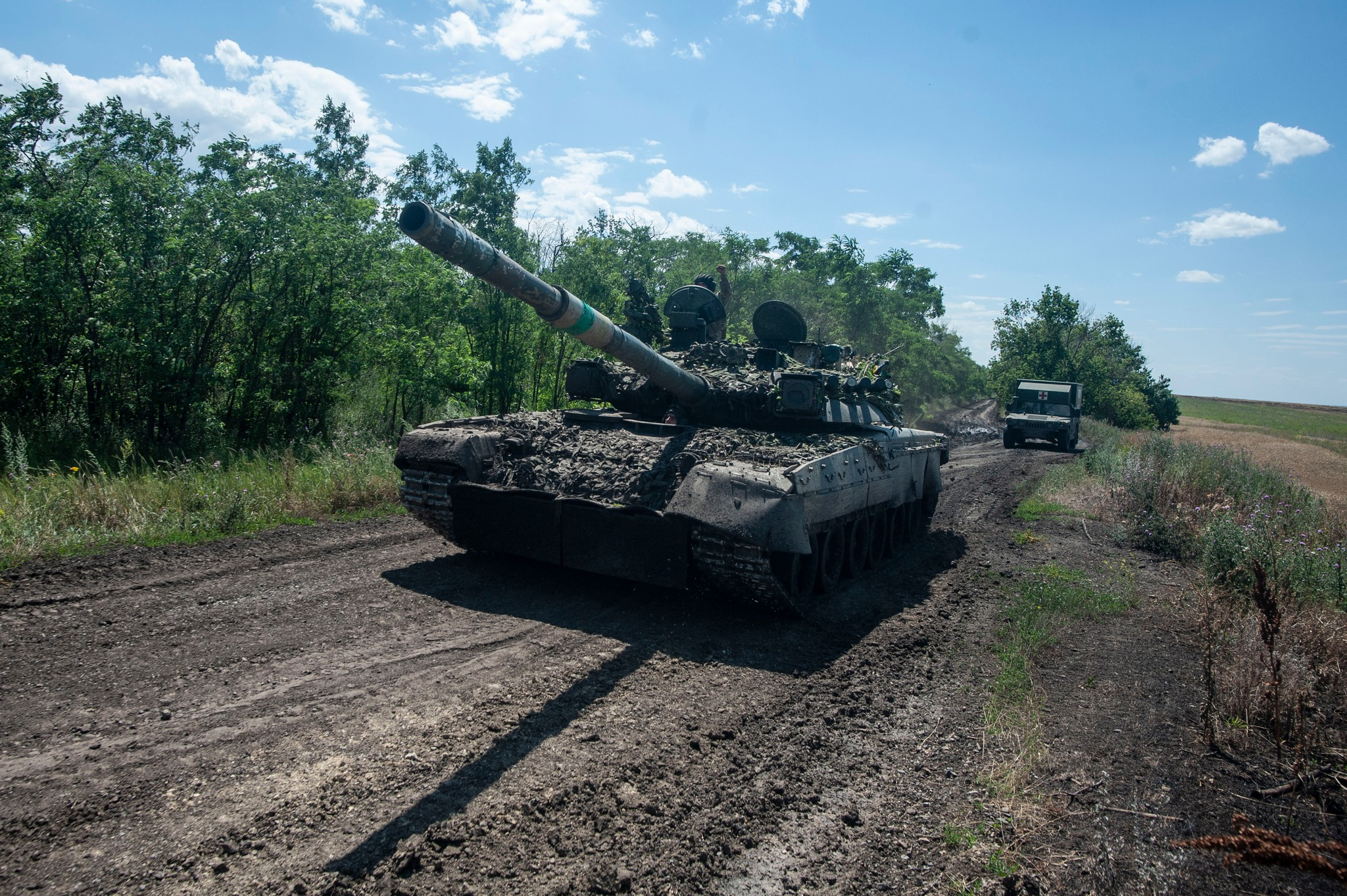
帶有綠色標記的T-80U主戰坦克
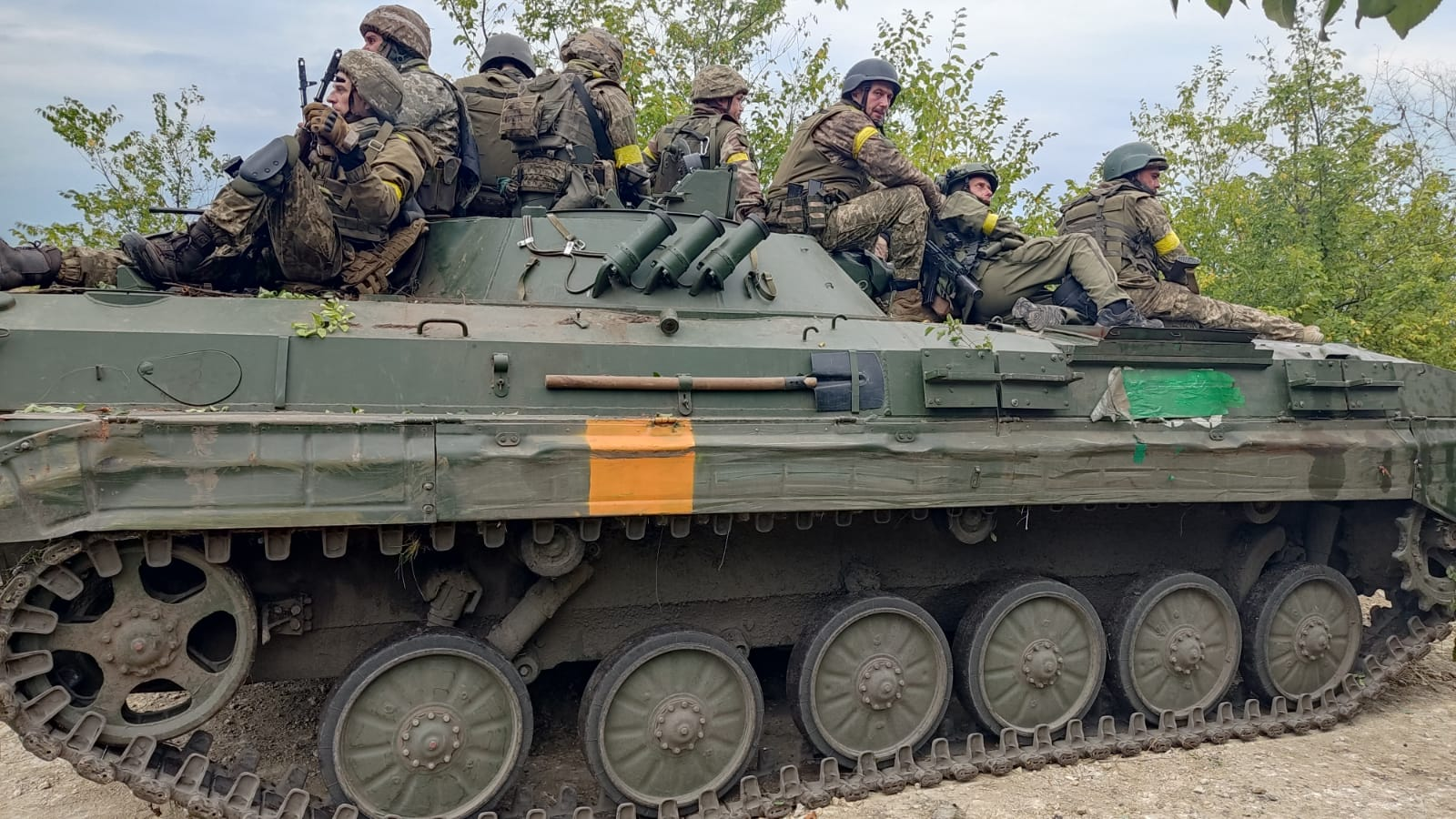
帶有黃色標記的烏克蘭第17獨立坦克旅軍事裝備

## 烏克蘭武裝部隊白色十字
2022年9月伊始，隨著烏軍開始在哈爾科夫反攻，出現了一個新的標誌——白色等邊十字，其被暱稱為「烏克蘭武裝部隊十字」或「反攻十字」。由於俄軍在哈爾科夫州的迅速失敗，白色十字立即在社交網絡中流行起來，成為烏克蘭軍隊反攻和戰鬥成功的象徵。

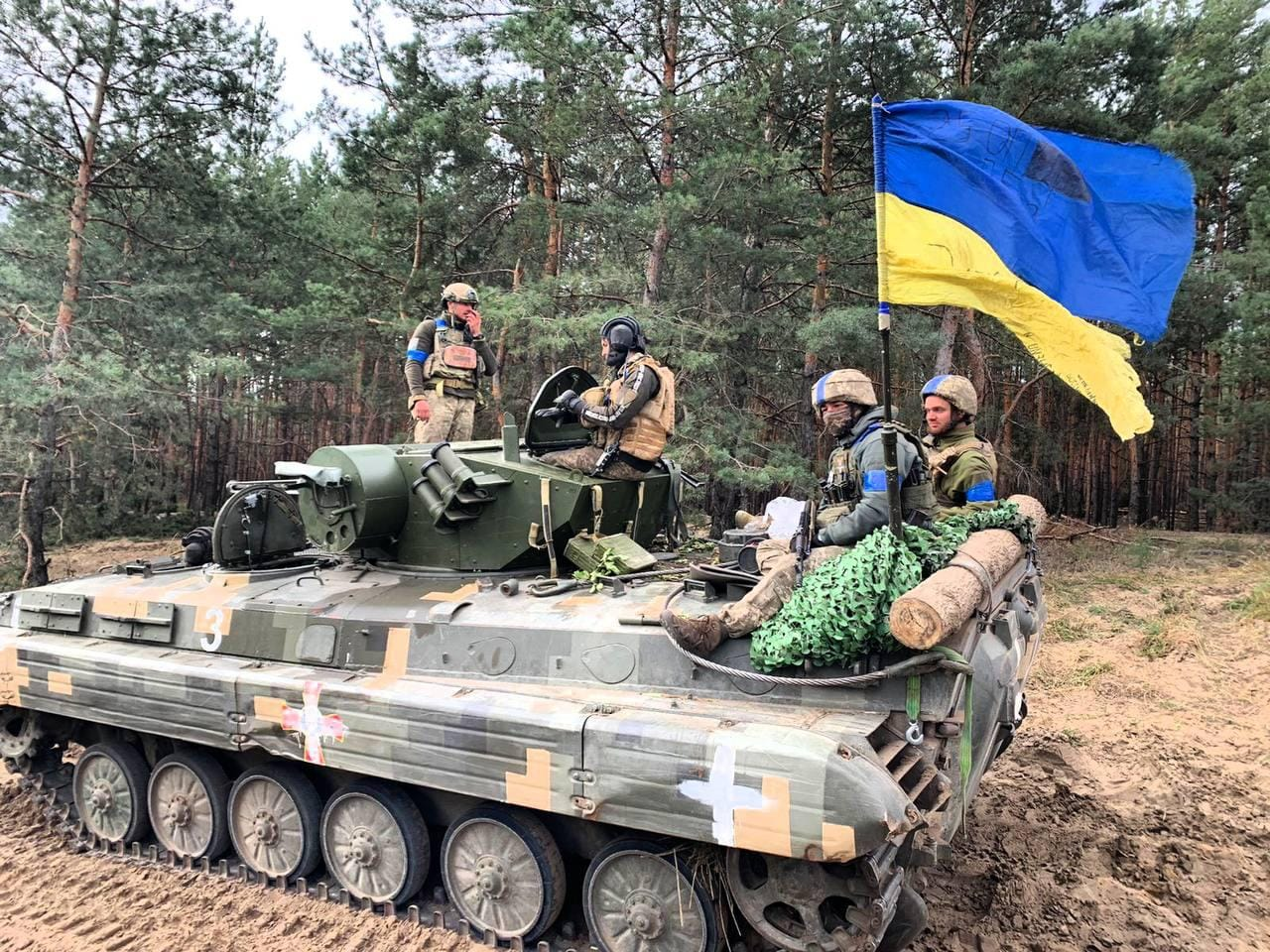
帶有白色十字的BMP-1步兵戰車
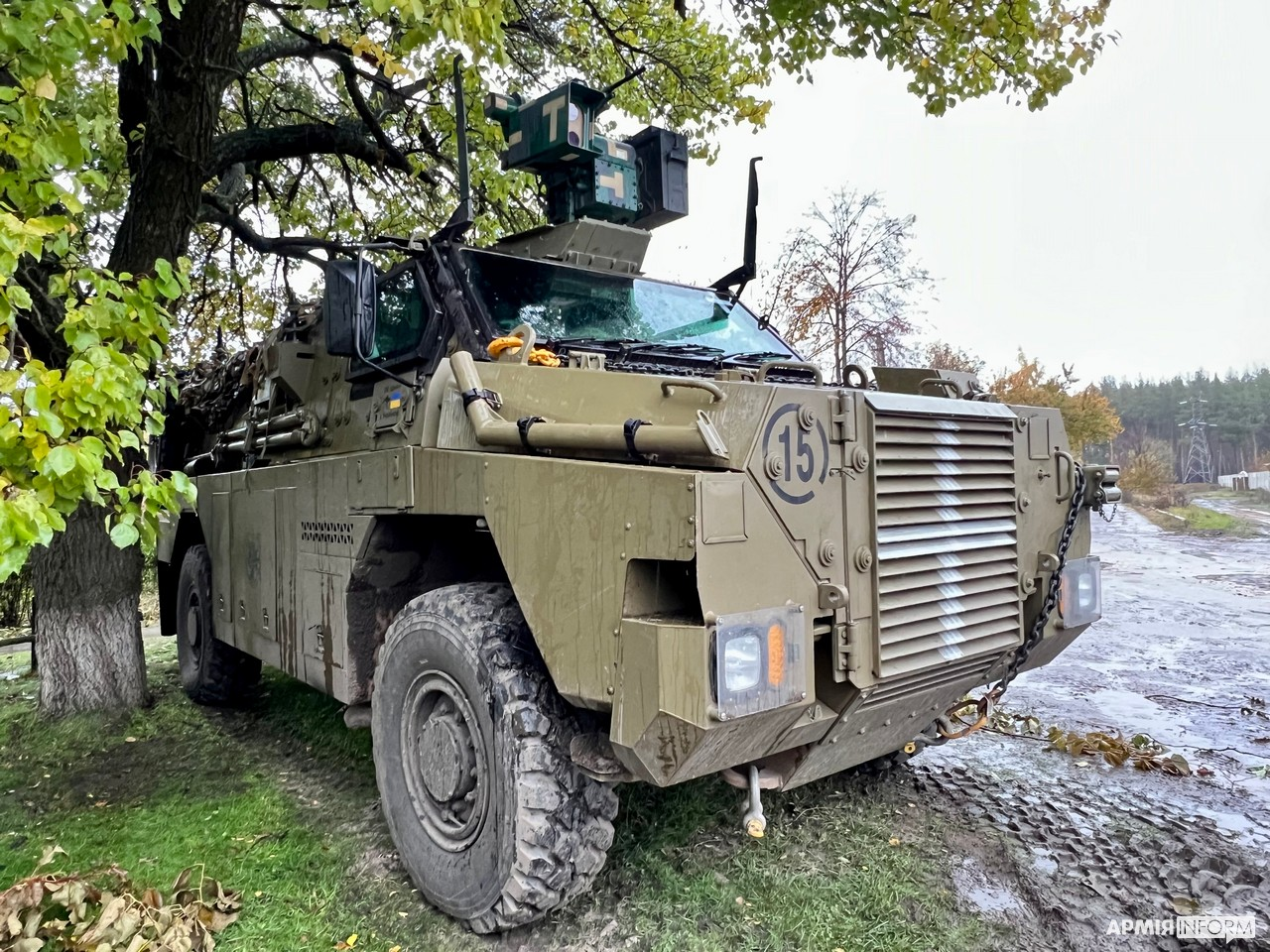
帶有白色十字的野外征服者
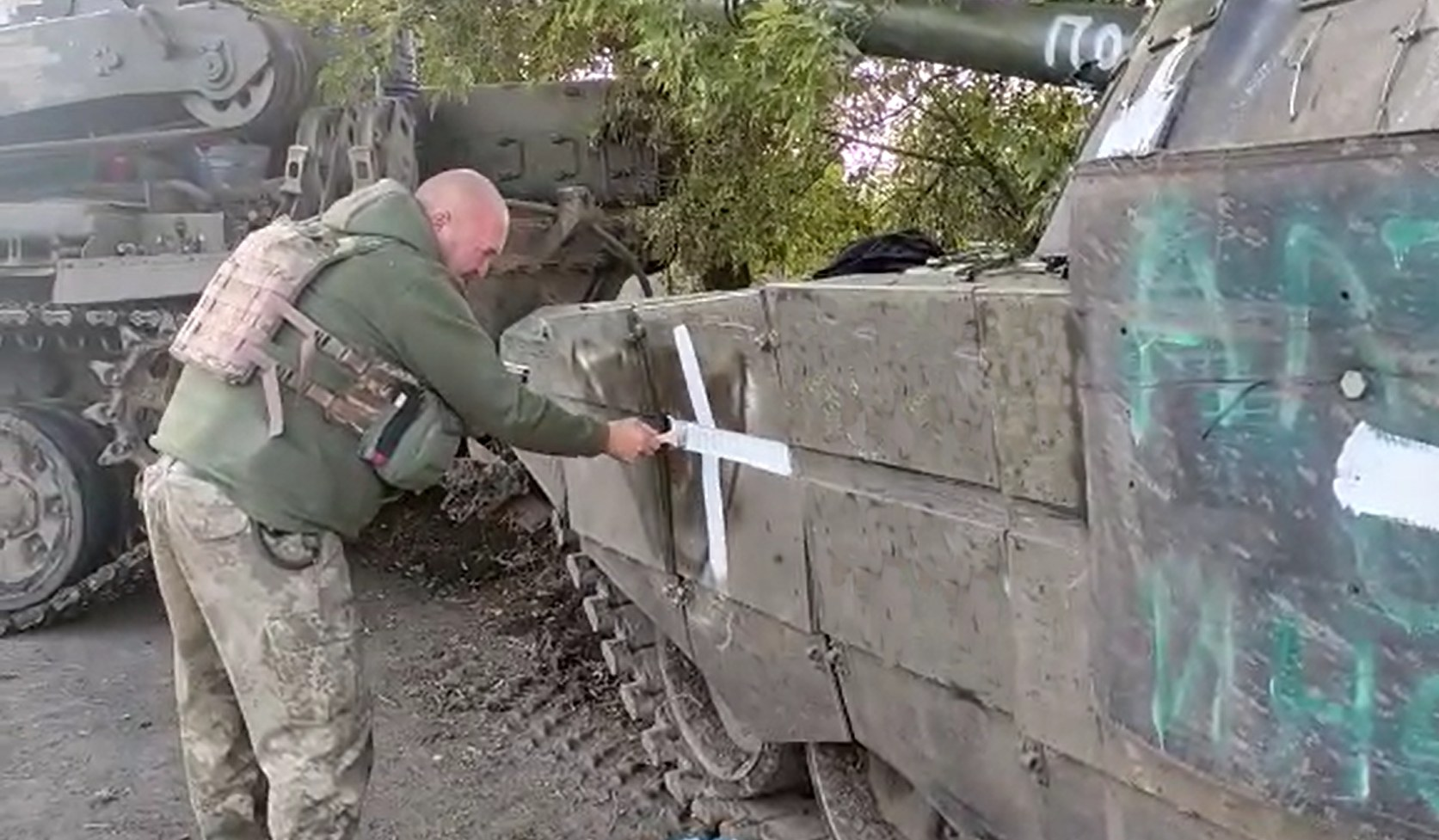
帶有白色十字的T-72B3主戰坦克

## 烏克蘭武裝部隊白色三角
隨著2024年8月烏克蘭入侵俄羅斯庫爾斯克州伊始，烏軍開始在其軍事裝備上塗上白色等邊三角形作戰術標記。

## 參見

字母“Ї”标记